# Polypedilum kempi
Polypedilum kempi är en tvåvingeart som först beskrevs av Jean-Jacques Kieffer 1913.  Polypedilum kempi ingår i släktet Polypedilum och familjen fjädermyggor. Inga underarter finns listade i Catalogue of Life.